# ناردی اف‌ان.۳۰۵
ناردی اف‌ان. ۳۰۵ (به انگلیسی: Nardi_FN.305) یک هواگرد ملخ‌پیشین تک‌موتوره از نوع جنگنده آموزشی and liaison monoplane ساخت شرکت Fratelli Nardi است. هواگرد ناردی اف‌ان. ۳۰۵ نخستین پروازش را در ۱۹ فوریه ۱۹۳۵ میلادی انجام داد. در مجموع، تعداد ۲۱۱ فروند از این هواگرد ساخته شده‌است.